# 體育促進發展與和平國際日

1896年夏季奧運會開幕式

體育促進發展與和平國際日（英語：International Day of Sport for Development and Peace，縮寫：IDSDP）是於每年4月6日舉行的慶祝活動，旨在弘揚體育推動社會變革、社區發展以及促進和平與理解的力量。
由聯合國大會於2013年8月23日創建，自2014年4月6日起獲得國際奧林匹克委員會的支持。
這一天是為了紀念1896年在希臘雅典舉行的現代第一屆奧林匹克運動會

## 慶祝
2013年8月23日，聯合國大會在第67/296號決議中決定宣布4月6日為「體育促進發展與和平國際日」。聯合國透過這項紀念活動，邀請各國、聯合國系統，特別是聯合國體育促進發展與和平辦公室、相關國際組織、國際、區域和國家體育組織、民間社會，包括非政府組織和私營部門，以及所有其他 相關利害關係人進行合作，紀念體育促進發展與和平國際日並提高對該活動的認識。

## 外部連結
- International Day of Sport for Development at Peace - UN （页面存档备份，存于）